# Pagyda straminealis
Pagyda straminealis là một loài bướm đêm trong họ Crambidae.